# Urocampus carinirostris
Urocampus carinirostris är en fiskart som beskrevs av François Louis Nompar de Caumont de Laporte 1872. Urocampus carinirostris ingår i släktet Urocampus och familjen kantnålsfiskar. Inga underarter finns listade i Catalogue of Life.